# Naeim Saadavi
Naeim Saadavi (Ahvaz, 16 de junio de 1969) es un exfutbolista y entrenador iraní, que jugaba de defensa y militó en diversos clubes de Irán.

## Selección nacional
Con la Selección de fútbol de Irán, disputó 22 partidos internacionales y anotó solo un gol (ese gol lo marcó ante Tailandia, en la Copa de Asia de 1996 realizada en los Emiratos Árabes Unidos). Incluso participó con la selección iraní, en una sola edición de la Copa Mundial. La única participación de Saadavi en un mundial, fue en la edición de Francia 1998. donde su selección quedó eliminado, en la primera fase de la cita de Francia.

### Participaciones en Copas del Mundo
| Mundial                        | Sede    | Resultado    |
| ------------------------------ | ------- | ------------ |
| Copa Mundial de Fútbol de 1998 | Francia | Primera Fase |

## Clubes
| Club       | País | Año         |
| ---------- | ---- | ----------- |
| Bahman     | Irán | 1994 - 1995 |
| Persépolis | Irán | 1995 - 1999 |
| Foolad     | Irán | 1999 - 2004 |